# 馬歇爾維爾 (新澤西州)
馬歇爾維爾（英語：Marshallville）是位於美國新澤西州開普梅縣的普查規定居民點。

## 人口
根據2020年美國人口普查的數據，馬歇爾維爾的面積為3.19平方千米，當中陸地面積為3.10平方千米，而水域面積為0.09平方千米。當地共有人口376人，而人口密度為每平方千米117.87人。